# Changpuek Kiatsongrit
Changpuek Kiatsongrit (tailandês:ช้างเผือก เกียรติ ทรง ฤทธิ์, nasceu a 13 de outubro de 1966, Buriram, Tailândia) é um lutador de Muay Thai tailandês. Changpuek foi um dos primeiros atletas de muay thai a competir internacionalmente com lutados de outras artes marciais. Foram vários os combates que realizou acima do seu peso, trazendo ao mundo uma considerável compreensão da eficácia do Muay Thai. Changpuek foi campeão mundial por sete vezes nas categorias de peso médio e pesado. Apresenta vitórias contra notáveis lutadores como são exemplo Rob Kaman que foi por ele derrotado três vezes, Rick Roufus, Peter Smit e Tosca Petridis. Depois de por fim à sua carreira profissional, parando de treinar no ginásio Sitpholek em Pattaya, Tailândia, Kiatsongrit continuou no mesmo campo enquanto treinador de Muay Thai.

## Títulos
- 2001 W.K.U. campeão mundia na categoria de cruzador -86 kg (peso cruzador)
- 1996 W.M.T.C. campeão mundia na categoria de cruzador -86 kg
- 1993 K-2 Grand Prix vice-campeão na categoria de peso meio pesado -79 kg
- 1993-94 U.K.F. campeão mundial na categoria de peso meio pesado -79 kg (0 title defences)
- 1992 I.M.T.F. campeão mundial na categoria de peso meio pesado -79 kg (1st title defence)
- 1991 W.M.K. campeão mundial na categoria de peso pesado
- 1990 I.M.T.F campeão mundial na categoria de peso meio pesado -79 kg (reteve títulos depois de perdê-los no mesmo ano)
- 1990 I.M.T.F campeão mundial na categoria de peso meio pesado -79 kg